# Peregrinus Peak
Der Peregrinus Peak ist ein 1915 m hoher Berg im Grahamland im Zentrum der Antarktischen Halbinsel. Er ragt 5 km südöstlich des Mount Timosthenes an der Nordflanke des Airy-Gletschers auf.
Erste Luftaufnahmen von diesem Berg entstanden am 27. November 1947 im Rahmen der US-amerikanischen Ronne Antarctic Research Expedition (1947–1948). Der Falkland Islands Dependencies Survey nahm im Dezember 1958 Vermessungen vor. Das UK Antarctic Place-Names Committee benannte ihn 1962 nach dem französischen Gelehrten Petrus Peregrinus de Maricourt, der 1269 in seiner Abhandlung Epistola de magnete als erster ihre die Polarität von Magneten beschrieb.